# Kick Out the Jams (singolo)
Kick Out the Jams è un singolo degli MC5 del 1969 tratto dall'omonimo album dal vivo. 

## Descrizione
Brano più celebre degli MC5, Kick Out the Jams viene considerato una pietra miliare della musica rock e sarebbe, secondo Andrea Fedeli di Ondarock, un "assalto all'arma bianca di violenza inaudita per l'epoca, che ancora oggi fa tremare le vene ai polsi: fin dal durissimo riff iniziale si viene catapultati in un clima di tensione insostenibile, che raggiunge il culmine nelle chitarre sature di effetti poste in coda al pezzo. Neanche i Blue Cheer di Vincebus Eruptum avevano osato tanto."
Il titolo del brano proviene da uno slogan, ed è un invito a infrangere le barriere e liberarsi dai blocchi emotivi.
Del singolo esiste anche una versione censurata dove il motherfuckers ("figli di puttana") viene sostituito da brothers and sisters ("fratelli e sorelle").

## Formazione
- Michael Davis – basso, voce
- Wayne Kramer – chitarra, voce
- Fred "Sonic" Smith – chitarra, voce
- Dennis Thompson – batteria
- Rob Tyner – voce

## Tracce
1. Kick Out the Jams – 2:37
2. Motor City Is Burning – 4:30

Durata totale: 7:07

## Cover
- Della traccia esiste una cover firmata da Afrika Bambaataa che compare nel suo Beware (The Funk Is Everywhere) (1986).
- I Poison Idea registrarono una cover della canzone degli MC5 apparsa nel loro Pajama Party (1992).[4]
- L'album Spot the Loon (1992) della band americana The Fluid contiene una cover del brano.[5]
- Il chitarrista dei MC5 Wayne Kramer suonò una cover di Kick Out the Jams raccolta nel suo LLMF (Live Like a Mutherfucker) (1998).[6]
- Year One (2003) dei Give Up the Ghost contiene una rivisitazione della traccia dei MC5.[7]
- Gli U.K. Subs suonarono una cover di Kick Out the Jams contenuta in Subversions (2018).[8]